# Transports en commun de Montluçon
Maelis est le réseau de transport en commun de Montluçon et son agglomération. Il dessert vingt-et-une communes du territoire de Montluçon Communauté et est actuellement exploité par le groupe Keolis dans le cadre d'une délégation de service public (DSP).
Keolis a été renouvelé pour un nouveau contrat, qui débutera à partir du 1er août 2021, pour une durée de cinq ans. La nouvelle DSP prévoit une refonte de l'offre de transport, notamment des lignes régulières urbaines et du transport à la demande, un renfort de l'intermodalité, une évolution de la grille tarifaire et une augmentation de la flotte de vélos à assistance électrique.

## Histoire
Avant 2007, la communauté d'agglomération montluçonnaise avait délégué l'exploitation du réseau urbain à Veolia sous le nom de TUM (Transports Urbains Montluçonnais) mais en 2007 l'agglomération voulait plus de fréquentation. Elle eut le choix entre trois sociétés dont Veolia et Keolis. Comme Keolis s'engagea sur un chiffre de 21 millions de personnes transportées durant le septennat, la communauté retint l'offre de Keolis et renomme le réseau Maelis.

### Identité visuelle
Le logo du réseau Maelis n'a connu qu'une évolution depuis son passage à Keolis. Depuis 2007, c'est en 2022 que le logo change afin d'être en accord avec la nouvelle identité visuelle de Montluçon Communauté. Les livrées des bus sont également mises à jour.

Logo jusqu'en 2007
Logo de 2007 à 2022
Logo actuel (depuis Janvier 2022)

### Avant 2007
Le réseau dénommé TUM pour Transports Urbains Montluçonnais et, exploité par Veolia se dote d'un service de Transport à la demande en 2000 sous le nom de Créabus avec pour slogan le transport à modeler et, est exploité par Connex. Ainsi, ce sont trois circuits de TAD qui existent. 40 000 voyages ont lieu en 2004 contre 30 000 en 2003.
En 2005, les TUM se composent de 8 lignes régulières, de 33 véhicules dont 8 minibus pour le TAD et parcourent 1 282 755 kilomètres pour 2 351 901 voyages annuels (chiffres de 2003).

### Réseau de 2007 à 2018
Entre le 3 décembre 2007 et août 2018, toutes les lignes passaient par l'arrêt Saint-Pierre, sauf les lignes 11 et 13, mais la correspondance n'est pas systématique.
Seule la ligne C1 fonctionnait le dimanche.

### 2018: refonte du réseau
Malgré une baisse de la fréquentation de 6 % en 2017 (2,16 millions contre 2,55 millions en 2007), l'exploitant a procédé à une réorganisation complète du réseau pour la rentrée 2018, avec la suppression des deux lignes circulaires (C1 et C2), au profit de trois nouvelles lignes « plus harmonieuses et structurantes pour le territoire » et l'application du cadencement sur les lignes A à E (un bus toutes les quinze minutes sur la ligne A notamment). Ce nouveau réseau est opérationnel depuis le 27 août.
Par ailleurs, l'indice des lignes est modifié (lettres à la place de chiffres) ; il compte sept lignes régulières plus une ligne fonctionnant le dimanche et quatre lignes Maeva. Les lignes à la demande M1 et M3 ont été scindées en quatre lignes distinctes en 2019 (M1, M3, M5 et M6), portant ainsi le nombre de lignes Maeva à six.
Six lignes Maeva sont ainsi accessibles sur réservation :
- ligne M1 : Jean Moulin ↔ Villon ;
- ligne M2 : Centre Aqualudique ↔ Saint-Victor ;
- ligne M3 : Saint-Pierre ↔ École de Châtelard ;
- ligne M4 : Saint-Pierre ↔ Lamaids ;
- ligne M5 : Givrette ↔ Guillaumin ;
- ligne M6 : Saint-Pierre ↔ Diénat.

## Offre de transport
- La durée indiquée dans les tableaux correspond à la moyenne des deux sens de circulation, à partir des fiches horaires publiées sur le site web du réseau.

### Lignes régulières
Le nouveau réseau, entré en service à la rentrée 2018, est composé des lignes suivantes, :
| Ligne | Caractéristiques | Caractéristiques                                                                               | Caractéristiques                                                                               | Caractéristiques                                                                               | Caractéristiques                                                                                          | Caractéristiques                                                                               | Caractéristiques                                                                               | Caractéristiques                                                                               | Caractéristiques                                                                               |
| A     | Montluçon Lycée Paul-Constans ⥋ Montluçon Hôpital | Montluçon Lycée Paul-Constans ⥋ Montluçon Hôpital                                              | Montluçon Lycée Paul-Constans ⥋ Montluçon Hôpital                                              | Montluçon Lycée Paul-Constans ⥋ Montluçon Hôpital                                              | Montluçon Lycée Paul-Constans ⥋ Montluçon Hôpital                                                         | Montluçon Lycée Paul-Constans ⥋ Montluçon Hôpital                                              | Montluçon Lycée Paul-Constans ⥋ Montluçon Hôpital                                              | Montluçon Lycée Paul-Constans ⥋ Montluçon Hôpital                                              | Montluçon Lycée Paul-Constans ⥋ Montluçon Hôpital                                              |
| ----- | --- | ---------------------------------------------------------------------------------------------- | ---------------------------------------------------------------------------------------------- | ---------------------------------------------------------------------------------------------- | --- | ---------------------------------------------------------------------------------------------- | ---------------------------------------------------------------------------------------------- | ---------------------------------------------------------------------------------------------- | ---------------------------------------------------------------------------------------------- |
| A     | Ouverture / Fermeture 27 août 2018 / — | Longueur —                                                                                     | Durée —                                                                                        | Nb. d’arrêts 21 / 23                                                                           | Matériel GX 127 GX 127 L GX 137 GX 137 L GX 327 Citaro K C2 Hybrid                                        | Jours de fonctionnement L, Ma, Me, J, V, S                                                     | Jour / Soir / Nuit / Fêtes O / N / N / N                                                       | Voy. / an —                                                                                    | Dépôt —                                                                                        |
| A     | Desserte : Montluçon (lycée Paul-Constans, Collège Jules Vernes, Centre Commercial Bien-Assis, Villon Athanor, Saint-Pierre, hôtel de ville, Hôpital) et Domérat (Martyrs) |                                                                                                |                                                                                                |                                                                                                | |                                                                                                |                                                                                                |                                                                                                |                                                                                                |
| A     | Autre : Fonctionne de 6 h 26 à 19 h 33. - Dessert la Gare SNCF de manière occasionnelle - Dessert l'étang de Sault le samedi des vacances de Pâques à celles de la Toussaint et du lundi au vendredi durant les vacances d'été. - Dernière mise à jour : 27 août 2023.                                                                                                |                                                                                                |                                                                                                |                                                                                                | |                                                                                                |                                                                                                |                                                                                                |                                                                                                |
| A     | Dernière actualisation : — |                                                                                                |                                                                                                |                                                                                                | |                                                                                                |                                                                                                |                                                                                                |                                                                                                |
| B     | Domérat - Martyrs ⥋ Désertines - Marmignolles | Domérat - Martyrs ⥋ Désertines - Marmignolles                                                  | Domérat - Martyrs ⥋ Désertines - Marmignolles                                                  | Domérat - Martyrs ⥋ Désertines - Marmignolles                                                  | Domérat - Martyrs ⥋ Désertines - Marmignolles                                                             | Domérat - Martyrs ⥋ Désertines - Marmignolles                                                  | Domérat - Martyrs ⥋ Désertines - Marmignolles                                                  | Domérat - Martyrs ⥋ Désertines - Marmignolles                                                  | Domérat - Martyrs ⥋ Désertines - Marmignolles                                                  |
| B     | Ouverture / Fermeture 27 août 2018 / — | Longueur —                                                                                     | Durée —                                                                                        | Nb. d’arrêts 31/33                                                                             | Matériel GX 127 GX 127 L GX 137 GX 137 L GX 327 Citaro K C2 Hybrid                                        | Jours de fonctionnement L, Ma, Me, J, V, S                                                     | Jour / Soir / Nuit / Fêtes O / N / N / N                                                       | Voy. / an —                                                                                    | Dépôt —                                                                                        |
| B     | Desserte : Domérat (Martyrs), Montluçon (Fontbouillant, Collège J.J Soulier/IUT, Guineberts, Fours à Chaux, Saint-Pierre, Hôtel de Ville, Hôpital) et Désertines (Henri Barbusse, Collège Marie Curie, Désertines Mairie, Stade, Marmignolles). |                                                                                                |                                                                                                |                                                                                                | |                                                                                                |                                                                                                |                                                                                                |                                                                                                |
| B     | Autre : Fonctionne de 6 h 54 à 19 h 34. - Dessert la Gare SNCF de manière occasionnelle - Dessert l'étang de Sault le samedi durant toute l'année et en semaine durant les vacances scolaires, dès celle de Printemps à celle de la Toussaint. - Dernière mise à jour : 27 août 2023.                                                                                 |                                                                                                |                                                                                                |                                                                                                | |                                                                                                |                                                                                                |                                                                                                |                                                                                                |
| B     | Dernière actualisation : — |                                                                                                |                                                                                                |                                                                                                | |                                                                                                |                                                                                                |                                                                                                |                                                                                                |
| C     | Montluçon - Gymnase Nerdre ⥋ Domérat - Côte de Crevant/Guillaumin | Montluçon - Gymnase Nerdre ⥋ Domérat - Côte de Crevant/Guillaumin                              | Montluçon - Gymnase Nerdre ⥋ Domérat - Côte de Crevant/Guillaumin                              | Montluçon - Gymnase Nerdre ⥋ Domérat - Côte de Crevant/Guillaumin                              | Montluçon - Gymnase Nerdre ⥋ Domérat - Côte de Crevant/Guillaumin                                         | Montluçon - Gymnase Nerdre ⥋ Domérat - Côte de Crevant/Guillaumin                              | Montluçon - Gymnase Nerdre ⥋ Domérat - Côte de Crevant/Guillaumin                              | Montluçon - Gymnase Nerdre ⥋ Domérat - Côte de Crevant/Guillaumin                              | Montluçon - Gymnase Nerdre ⥋ Domérat - Côte de Crevant/Guillaumin                              |
| C     | Ouverture / Fermeture 27 août 2018 / — | Longueur —                                                                                     | Durée —                                                                                        | Nb. d’arrêts 36 / 41                                                                           | Matériel GX 127 GX 127 L GX 137 GX 137 L Citaro K C2 Hybrid                                               | Jours de fonctionnement L, Ma, Me, J, V, S                                                     | Jour / Soir / Nuit / Fêtes O / N / N / N                                                       | Voy. / an —                                                                                    | Dépôt —                                                                                        |
| C     | Desserte : Montluçon ( Gymnase Nerdre, Ronsard, Mallettes, Pont de Rimard (Gare de Montluçon-Rimard), Lycée Mme de Staël, Saint-Pierre, Fours à Chaux, Ecole de Gendarmerie, Lycée Paul Constants) et Domérat (Martyrs, Rimords, Gare, Jean Jaurès, Guillaumin, Domérat Allende, Côte de Crevant).                                                                    |                                                                                                |                                                                                                |                                                                                                | |                                                                                                |                                                                                                |                                                                                                |                                                                                                |
| C     | Autre : Fonctionne de 6 h 32 à 19 h 32. - Les arrêts de Guillaumin à Côte de Crevant sont en desserte locale - Dernière mise à jour : 27 août 2023. |                                                                                                |                                                                                                |                                                                                                | |                                                                                                |                                                                                                |                                                                                                |                                                                                                |
| C     | Dernière actualisation : — |                                                                                                |                                                                                                |                                                                                                | |                                                                                                |                                                                                                |                                                                                                |                                                                                                |
| D     | Montluçon -Centre Aqualudique/Domérat - Jean Desgranges ⥋ Montluçon Centre Commercial Auriol | Montluçon -Centre Aqualudique/Domérat - Jean Desgranges ⥋ Montluçon Centre Commercial Auriol   | Montluçon -Centre Aqualudique/Domérat - Jean Desgranges ⥋ Montluçon Centre Commercial Auriol   | Montluçon -Centre Aqualudique/Domérat - Jean Desgranges ⥋ Montluçon Centre Commercial Auriol   | Montluçon -Centre Aqualudique/Domérat - Jean Desgranges ⥋ Montluçon Centre Commercial Auriol              | Montluçon -Centre Aqualudique/Domérat - Jean Desgranges ⥋ Montluçon Centre Commercial Auriol   | Montluçon -Centre Aqualudique/Domérat - Jean Desgranges ⥋ Montluçon Centre Commercial Auriol   | Montluçon -Centre Aqualudique/Domérat - Jean Desgranges ⥋ Montluçon Centre Commercial Auriol   | Montluçon -Centre Aqualudique/Domérat - Jean Desgranges ⥋ Montluçon Centre Commercial Auriol   |
| D     | Ouverture / Fermeture 27 août 2018 / — | Longueur —                                                                                     | Durée —                                                                                        | Nb. d’arrêts 40 / 44                                                                           | Matériel GX 127 GX 127 L GX 137 GX 137 L Citaro K C2 Hybrid                                               | Jours de fonctionnement L, Ma, Me, J, V, S                                                     | Jour / Soir / Nuit / Fêtes O / N / N / N                                                       | Voy. / an —                                                                                    | Dépôt —                                                                                        |
| D     | Desserte : Montluçon (Centre Aqualudique, Mage, Place de la Fraternité, Florian, Pierre Leroux, Jean Dormoy, Saint-Pierre, Médiathèque, Collège J.J. Soulier/IUT, Gendarmerie Sellier, Centre Commercial Auriol) et Domérat (Montais, Cimetière Nord, Jean Desgranges).                                                                                               |                                                                                                |                                                                                                |                                                                                                | |                                                                                                |                                                                                                |                                                                                                |                                                                                                |
| D     | Autre : Fonctionne de 6 h 30 à 18 h 56. - L'arrêt Centre Aqualudique et les arrêts entre Fontbouillant et Lycée Paul Constants sont en dessertes locales - Dernière mise à jour : 27 août 2023. |                                                                                                |                                                                                                |                                                                                                | |                                                                                                |                                                                                                |                                                                                                |                                                                                                |
| D     | Dernière actualisation : — |                                                                                                |                                                                                                |                                                                                                | |                                                                                                |                                                                                                |                                                                                                |                                                                                                |
| E     | Montluçon - Centre Aqualudique/Lelièvre ⥋ Lavault-Sainte-Anne - Châteaubrun/Villebret - Centre | Montluçon - Centre Aqualudique/Lelièvre ⥋ Lavault-Sainte-Anne - Châteaubrun/Villebret - Centre | Montluçon - Centre Aqualudique/Lelièvre ⥋ Lavault-Sainte-Anne - Châteaubrun/Villebret - Centre | Montluçon - Centre Aqualudique/Lelièvre ⥋ Lavault-Sainte-Anne - Châteaubrun/Villebret - Centre | Montluçon - Centre Aqualudique/Lelièvre ⥋ Lavault-Sainte-Anne - Châteaubrun/Villebret - Centre            | Montluçon - Centre Aqualudique/Lelièvre ⥋ Lavault-Sainte-Anne - Châteaubrun/Villebret - Centre | Montluçon - Centre Aqualudique/Lelièvre ⥋ Lavault-Sainte-Anne - Châteaubrun/Villebret - Centre | Montluçon - Centre Aqualudique/Lelièvre ⥋ Lavault-Sainte-Anne - Châteaubrun/Villebret - Centre | Montluçon - Centre Aqualudique/Lelièvre ⥋ Lavault-Sainte-Anne - Châteaubrun/Villebret - Centre |
| E     | Ouverture / Fermeture 27 août 2018 / — | Longueur —                                                                                     | Durée —                                                                                        | Nb. d’arrêts 34 / 6                                                                            | Matériel GX 127 GX 127 L GX 137 GX 137 L Intouro II ME Turquoise Novociti Life Citaro K C2 Hybrid City 29 | Jours de fonctionnement L, Ma, Me, J, V, S                                                     | Jour / Soir / Nuit / Fêtes O / N / N / N                                                       | Voy. / an —                                                                                    | Dépôt —                                                                                        |
| E     | Desserte : Montluçon (Lelièvre, Dunlop, Neuve, ESAT, CAF, Lycée A. Einstein, Sampaix, Saint-Pierre, Gare SNCF, Lycée Mme de Staël, Carrefour St-Jean), Lavault-Sainte-Anne (Chaâteaubrun) et Villebret (Goutelle, Stade, Ecole, Centre). |                                                                                                |                                                                                                |                                                                                                | |                                                                                                |                                                                                                |                                                                                                |                                                                                                |
| E     | Autre : Fonctionne de 7 h 5 à 19 h 19. - L'arrêt Centre Aqualudique et les arrêts entre Châteaubrun et Centre sont en dessertes locales - Dessert la Gare SNCF de manière occasionnelle - Dernière mise à jour : 27 août 2023. |                                                                                                |                                                                                                |                                                                                                | |                                                                                                |                                                                                                |                                                                                                |                                                                                                |
| E     | Dernière actualisation : — |                                                                                                |                                                                                                |                                                                                                | |                                                                                                |                                                                                                |                                                                                                |                                                                                                |
| F     | Saint-Victor - Saint-Victor ⥋ Quinssaines - Ecole | Saint-Victor - Saint-Victor ⥋ Quinssaines - Ecole                                              | Saint-Victor - Saint-Victor ⥋ Quinssaines - Ecole                                              | Saint-Victor - Saint-Victor ⥋ Quinssaines - Ecole                                              | Saint-Victor - Saint-Victor ⥋ Quinssaines - Ecole                                                         | Saint-Victor - Saint-Victor ⥋ Quinssaines - Ecole                                              | Saint-Victor - Saint-Victor ⥋ Quinssaines - Ecole                                              | Saint-Victor - Saint-Victor ⥋ Quinssaines - Ecole                                              | Saint-Victor - Saint-Victor ⥋ Quinssaines - Ecole                                              |
| F     | Ouverture / Fermeture 27 août 2018 / — | Longueur —                                                                                     | Durée —                                                                                        | Nb. d’arrêts 41                                                                                | Matériel GX 127 GX 127 L GX 137 GX 137 L City 29                                                          | Jours de fonctionnement L, Ma, Me, J, V, S                                                     | Jour / Soir / Nuit / Fêtes O / N / N / N                                                       | Voy. / an —                                                                                    | Dépôt —                                                                                        |
| F     | Desserte : Saint-Victor (Saint-Victor, Pont des Nautes, Lilas), Désertines (Marmignolles, Stade, Daru), Montluçon (Travail, Hôtel de Ville, Saint-Pierre, Fours Chaux, Ecole de Gendarmerie, Lycée Paul Constans), Prémilhat (Hermitage, Linards, Les Aubas, Ecole de Prémilhat, ESAT Ecluses, Prémilhat Mairie) et Quinssaines (Quinssaines Parc, Quinssaines Ecole) |                                                                                                |                                                                                                |                                                                                                | |                                                                                                |                                                                                                |                                                                                                |                                                                                                |
| F     | Autre : Fonctionne de 6 h 54 à 19 h 9. - Dernière mise à jour : 27 août 2023. |                                                                                                |                                                                                                |                                                                                                | |                                                                                                |                                                                                                |                                                                                                |                                                                                                |
| F     | Dernière actualisation : — |                                                                                                |                                                                                                |                                                                                                | |                                                                                                |                                                                                                |                                                                                                |                                                                                                |
| G     | Montluçon - Lycée Mme de Staël ⥋ Lavault-Sainte-Anne - Place du Prieuré | Montluçon - Lycée Mme de Staël ⥋ Lavault-Sainte-Anne - Place du Prieuré                        | Montluçon - Lycée Mme de Staël ⥋ Lavault-Sainte-Anne - Place du Prieuré                        | Montluçon - Lycée Mme de Staël ⥋ Lavault-Sainte-Anne - Place du Prieuré                        | Montluçon - Lycée Mme de Staël ⥋ Lavault-Sainte-Anne - Place du Prieuré                                   | Montluçon - Lycée Mme de Staël ⥋ Lavault-Sainte-Anne - Place du Prieuré                        | Montluçon - Lycée Mme de Staël ⥋ Lavault-Sainte-Anne - Place du Prieuré                        | Montluçon - Lycée Mme de Staël ⥋ Lavault-Sainte-Anne - Place du Prieuré                        | Montluçon - Lycée Mme de Staël ⥋ Lavault-Sainte-Anne - Place du Prieuré                        |
| G     | Ouverture / Fermeture 27 août 2018 / — | Longueur —                                                                                     | Durée —                                                                                        | Nb. d’arrêts 16                                                                                | Matériel Turquoise Novociti Life                                                                          | Jours de fonctionnement L, Ma, Me, J, V                                                        | Jour / Soir / Nuit / Fêtes O / N / N / N                                                       | Voy. / an —                                                                                    | Dépôt —                                                                                        |
| G     | Desserte : Montluçon (Lycée Mme de Staël, Saint-Pierre, Violettes, Appienne, Bois de la Brosse) et Lavault-Saint-Anne (Beaurivage, Place du Prieuré). |                                                                                                |                                                                                                |                                                                                                | |                                                                                                |                                                                                                |                                                                                                |                                                                                                |
| G     | Autre : Fonctionne de 7 h 10 à 18 h 38. - Le samedi, la ligne fonctionne uniquement sur réservation.[Quoi ?] - Dernière mise à jour : 27 août 2023. |                                                                                                |                                                                                                |                                                                                                | |                                                                                                |                                                                                                |                                                                                                |                                                                                                |
| G     | Dernière actualisation : — |                                                                                                |                                                                                                |                                                                                                | |                                                                                                |                                                                                                |                                                                                                |                                                                                                |
| DIM   | Montluçon - Lycée Paul-Constans ⥋ Montluçon - Lycée Paul-Constans (boucle) | Montluçon - Lycée Paul-Constans ⥋ Montluçon - Lycée Paul-Constans (boucle)                     | Montluçon - Lycée Paul-Constans ⥋ Montluçon - Lycée Paul-Constans (boucle)                     | Montluçon - Lycée Paul-Constans ⥋ Montluçon - Lycée Paul-Constans (boucle)                     | Montluçon - Lycée Paul-Constans ⥋ Montluçon - Lycée Paul-Constans (boucle)                                | Montluçon - Lycée Paul-Constans ⥋ Montluçon - Lycée Paul-Constans (boucle)                     | Montluçon - Lycée Paul-Constans ⥋ Montluçon - Lycée Paul-Constans (boucle)                     | Montluçon - Lycée Paul-Constans ⥋ Montluçon - Lycée Paul-Constans (boucle)                     | Montluçon - Lycée Paul-Constans ⥋ Montluçon - Lycée Paul-Constans (boucle)                     |
| DIM   | Ouverture / Fermeture 27 août 2018 / — | Longueur —                                                                                     | Durée —                                                                                        | Nb. d’arrêts 40 / 41                                                                           | Matériel GX 127 GX 127 L GX 137 GX 137 L Citaro K C2 Hybrid                                               | Jours de fonctionnement D                                                                      | Jour / Soir / Nuit / Fêtes O / N / N / N                                                       | Voy. / an —                                                                                    | Dépôt —                                                                                        |
| DIM   | Desserte : Montluçon (lycée Paul-Constans, Fontbouillant, Collège J.J./IUT, Appienne, Médiathèque, Hôtel de Ville, Hôpital, Gare SNCF, Dunant, Centre Commercial Bien Assis, Stade Bien Assis) et Domérat (Martyrs). |                                                                                                |                                                                                                |                                                                                                | |                                                                                                |                                                                                                |                                                                                                |                                                                                                |
| DIM   | Autre : Fonctionne de 9 h 13 à 19 h 7. - Dessert la Gare SNCF de manière occasionnelle - Dessert l'étang de Sault des vacances de Printemps à celle de la Toussaint. - Dernière mise à jour : 27 août 2023. |                                                                                                |                                                                                                |                                                                                                | |                                                                                                |                                                                                                |                                                                                                |                                                                                                |
| DIM   | Dernière actualisation : — |                                                                                                |                                                                                                |                                                                                                | |                                                                                                |                                                                                                |                                                                                                |                                                                                                |

### Lignes de transport à la demande
Le transport à la demande est divisé en 4 zones. 3 zones géographiques plus 1 zone avec des horaires étendus pour les actifs. Elles fonctionnent du lundi au samedi,.
| No                  | Desserte | Pôle de rabattement/correspondance                                           | Période            | Horaires                                                               |
| ------------------- | --- | ---------------------------------------------------------------------------- | ------------------ | ---------------------------------------------------------------------- |
| Zone 1              | Désertines, Domérat, Montluçon et Saint-Victor | - 4 Pôles à Domérat - 12 Pôles à Montluçon - 3 Pôles à Saint-Victor          | L, Ma, Me, J, V, S | 7 h 30 à 19 h                                                          |
| Zone 1 - TAD actifs | Désertines, Domérat, Montluçon et Saint-Victor | - 4 Pôles à Domérat - 12 Pôles à Montluçon - 3 Pôles à Saint-Victor          | L, Ma, Me, J, V, S | 6 h 30 à 7 h 30 et 19 h 0 à 21 h 30                                    |
| Zone 2              | Lamaids, Lavault-Sainte-Anne, Lignerolles, Prémilhat, Quinssaines, Teillet-Argenty                                                                                      | - 1 Pôle à Quinssaines - 2 Pôles à Prémilhat - 2 Pôles à Lavault-Sainte-Anne | L, Ma, Me, J, V, S | En semaine : 9 h à 12 h et 17 h à 17 h Le samedi : 7 h à 19 h          |
| Zone 3              | Arpheuilles-Saint-Priest, La Petite-Marche, Marcillat-en-Combraille, Mazirat, Ronnet, Saint-Genest, Saint-Fargeol, Saint-Marcel-en-Marcillat, Sainte-Thérence et Terjat | - 1 Pôle à Marcillat-en-Combraille ? - 1 Pôle à Terjat ?                     | L, Ma, Me, J, V, S | 2 allers vers Montluçon le matin et 2 retours depuis Montluçon le soir |

### Lignes de transport scolaire
Le réseau Maelis est composé de douze lignes de transport scolaire, dénommées S, permettant de desservir les collèges et lycées :
| No  | Itinéraire |
| --- | --- |
| S1  | Collèges J.-J. Soulier & J. Verne - Lycées P.Constants et Mme de Staël (correspondance avec S5 pour ce dernier) ↔ Prémilhat, Lignerolles, Lavault-Sainte-Anne et Montluçon   |
| S2  | Collège Marie Curie ↔ Saint-Victor et Désertines |
| S3  | Collège Marie Curie ↔ Désertines |
| S4  | Collège Marie Curie - Lycée Mme de Staël ↔ Montluçon et Désertines |
| S5  | Collège Louis Aragon ↔ Domérat |
| S6  | Collège Louis Aragon ↔ Domérat |
| S7  | École de Saint-Victor ↔ Saint-Victor |
| S8  | Lycées P. Constans et Mme de Staël - Collège Jules Ferry ↔ Ronnet, Arpheuilles-Saint-Priest, Villebret et Montluçon                                                          |
| S9  | Lycées P. Constans et Mme de Staël - Collège J.J Soulier ↔ Terjat, Mazirat, La Petite Marche, Sainte-Thérence, Saint-Genest, Villebret et Montluçon                          |
| S10 | Écoles de Saint-Genest, Arpheuilles-Saint-Priest et Ronnet ↔ Saint-Genest, Saint-Thérence, Arpheuilles-Saint-Priest et Ronnet                                                |
| S11 | École de Marcillat-en-Combraille - Collège des Combrailles ↔ Ronnet, Terjat, Mazirat, La Petite Marche, Sainte-Thérence, Arpheuilles-Saint-Priest et Marcillat-en-Combraille |
| S12 | Écoles de Terjat, Mazirat et La Petite Marche ↔ Terjat, Mazirat, La Petite Marche et Sainte-Thérence                                                                         |

Les transports scolaires sont gratuits pour les titulaires d'une Carte Scolaire.

### Service de location de vélos "CVélo"
Le service CVélo permet de louer des vélos à assistance électrique (VAE) pour des durées allant de 1 jour à 3 mois. Lancé le 18 avril 2018 avec 10 vélos, le nombre de VAE a progressivement augmenté, pour atteindre 50 CVélos en location en juin 2021.
En mars 2022, la flotte passe de 50 à 100 vélos et à 11 points de retraits puis à 13 points depuis 2023.
Les locations à la journée sont accessibles à tous, tandis que les locations supérieures à une semaine sont réservés aux habitants de Montluçon Communauté. Les abonnés du réseau Maelis bénéficient d'un tarif préférentiel sur la location.
Les CVélos peuvent être retirés au sein de l'agence commerciale Maelis ou bien, depuis juin 2021, dans les mairies de Domérat, Désertines et à la Maison France Services de Marcillat-en-Combraille.

Logo du service CVélo

## Parc de véhicules
Le nombre de véhicules a été progressivement réduit, en fonction des différentes DSP et avenants signés entre l'exploitant du réseau et l'autorité organisatrice.
Matériel actuel sur le réseau Maelis :
| Type      | Modèle                           | Numéros de parc                | Mise en service                          |
| --------- | -------------------------------- | ------------------------------ | ---------------------------------------- |
| Standards | Heuliez GX 327                   | 76 et 78                       | décembre 2007 à mai 2011                 |
| Midibus   | Heuliez GX 127                   | 79 à 81                        | juillet 2012 à août 2012                 |
| Midibus   | Heuliez GX 127 L                 | 75                             | décembre 2007                            |
| Midibus   | Heuliez GX 137                   | 82; 86 et 87                   | juillet 2014 (82) à mars 2018 (86 et 87) |
| Midibus   | Heuliez GX 137 L                 | 83 à 85; 88 à 90               | novembre 2014 à décembre 2021            |
| Midibus   | Mercedes-Benz Citaro K C2 Hybrid | 91 à 93                        | août 2023 à janvier 2024                 |
| Autocars  | Irisbus Arway                    | 7103092                        | juin 2010                                |
| Autocars  | Irisbus Crossway                 | 093080                         | mars 2009                                |
| Autocars  | Intouro II ME                    | 103091; 083212; 093129; 093237 | juin 2008 à avril 2010                   |
| Autocars  | Novociti Life                    | 217077                         | septembre 2021                           |
| Autocars  | Turquoise                        | 217067                         | juillet 2021                             |
| Minibus   | Dietrich City 29                 | 120 et 121                     | octobre 2023                             |
| Minibus   | Citroën Jumper Spacetourer       | 210227                         | mai 2021                                 |

### Anciens véhicules
- Heuliez GX 117 L
- Heuliez GX 327 BNHS
- Heuliez GX 337 Linium Elec
- Heuliez Compac'bus GX 77 H
- Mercedes-Benz E-Citaro
- Irisbus Axer
- MAN Lion's Intercity C R62
- Renault PR 100.2
- PR 112
- R 312
- Peugeot Boxer
- Denolf & Depla
- Dietrich Multirider

### Dépôt
Le dépôt, géré par l'exploitant Keolis se trouve à l'ouest de la ville de Montluçon entre l'école de Gendarmerie et le quartier de Bien Assis. Il est capable d'accueillir entre 25 et 30 bus.
Les autocars sont eux dans un autre dépôt.

## Tarification
Le réseau Maelis propose plusieurs tarifications pour les usagers :
- un ticket à l'unité, coûtant 1,20 €, valable une heure après validation ;
- un ticket journée, au prix de 3 €, valable vingt-quatre heures après validation ;
- une carte rechargeable sans contact 10 voyages, au tarif de 10 €.

Ces titres sont également proposés via une application mobile, m-Ticket Maelis, disponible sur smartphone.
Des abonnements sont également proposés :
- des abonnements mensuels, valables du premier au dernier jour du mois, permettant de circuler sur l'ensemble du réseau (les personnes ayant droit à la CMU ne payent que 50 % du tarif de base) ;
- des abonnements annuels.

| Public             | Tout public | Moins de 26 ans | Plus de 65 ans |
| ------------------ | ----------- | --------------- | -------------- |
| Abonnement mensuel | 25 €        | 15 €            | 20 €           |
| Abonnement annuel  | 250 €       | 150 €           | 200 €          |

En outre, Maelis propose un pass permettant d'accéder au Centre Aqualudique de la Loue.
Un système de billettique nouvelle génération a été déployé en janvier 2019. Les tickets comportent un code QR afin « d'améliorer l'expérience usager » et de mieux connaître la clientèle.